# Воја Мирић
Војислав Воја Мирић (Трстеник, 7. април 1933 — Београд, 23. април 2019) био је југословенски и српски глумац.
Једна од његових најпознатијих улога је у филму „Дервиш и смрт“ из 1974. године, где је тумачио главну улогу – лик Ахмеда Нурудина.

## Биографија
Рођен у Трстенику 7. априла 1933. године, почео је као ђак гимназије у полупрофесионалном крушевачком позоришту, а уздигао се до врхунског тумача класичних улога на престоничким сценама. Дипломирао је глуму на Академији за позориште, филм, радио и телевизију и врло млад ушао у ансамбл Београдског драмског позоришта средином педесетих година, када је тај театар носио репертоар главног града.
После неколико сјајних улога на филму, међу којима се издвајала улога студента Ненада у љубавној причи "Чудна девојка" са Шпелом Розин (режија Јован Живановић, 1962) био је међу првима који су остварили статус слободног филмског глумца и заједно са Велимиром Батом Живојиновићем основао Удружење филмских глумаца. Ово је био веома важан корак. Захваљујући успону српског филма и огромној популарности домаћег екрана шездесетих година прошлог века (што се у тој мери више никада није поновило!) ступио је у нашу културу филмски глумац као самостална и интегрална уметничка појава и то остао до данашњег дана. Сви наши филмски глумци су, на известан начин, Батина и Војина породица. Био је један од оснивача Сервиса за организовање производње, промета филмова Филмских радних заједница - ФРЗ - Центар ФРЗ или Центар филм Београд, затим међу оснивачима Југословенског глумачког удружења, авангардне и познате драмске дружине А, омладинског центра на Тјентишту, синдиката самосталних филмских радника а и међу оснивачима је и Глумачких сусрета у Нишу.
Међу десетинама филмских улога Воје Мирића издвајају се улоге у филмовима Службени положај Фадила Хаџића (Сребрна арена за глуму у Пули, 1964) и Дервиш и смрт Здравка Велимировића (Гран-при у Нишу, 1974 - његов незаборавни Ахмед Нурудин стоји и данас као образац антологијске улоге у савременом филму и спада међу трајне доприносе уметности екрана), као што су то и улоге у филмовима "Три" Саше Петровића (1965), Немирни Кокана Ракоњца (1967), Брат доктора Хомера Жике Митровића (1968), Валтер брани Сарајево (1972), Отписани (1974) и друге. Био је управник Позоришта на Теразијама и директор дистрибутерске куће „Инекс-филм”. Угледни посленик културе и редак пример истинске скромности и човекољубља, Воја Мирић био је оличење Господина Глумца током целог свог људског и уметничког постојања.
Преминуо је у 86. години, 23. априла 2019. године.
У колумни поводом смрти Воје Мирића познати филмски критичар Божидар Зечевић изјавио је: „Отишао је последњи из старе гарде српског глумишта, који је са Бранком Плешом, Љубом Тадићем и Стевом Жигоном стварао лик глумца врхунског уметника, вољеног и дубоко поштованог од публике и критике. Кроз стотине незаборавних позоришних и филмских улога више од пола столећа друге Југославије, кроз муку и славу, стварала је ова генерација појам народног уметника у изворном значењу те речи, оно најбоље што је приказивачка уметност могла да пружи свом народу. У свести тог народа они ће остати као велики знаци свог времена, мајстори који су живом речи обележили своје доба”.

## Филмографија
| Год.   | Назив                                         | Улога                          |
| ------ | --------------------------------------------- | ------------------------------ |
| 1960-е |                                               |                                |
| 1960.  | Велики подухват                               |                                |
| 1961.  | Суђење Мери Дуган                             |                                |
| 1962.  | Чудна девојка                                 | Ненад                          |
| 1963.  | У сукобу                                      | Ранко                          |
| 1964.  | Изгубљени рај                                 |                                |
| 1964.  | Међу лешинарима                               | Стјуарт                        |
| 1964.  | Не можеш имати све                            |                                |
| 1964.  | Пет вечери                                    |                                |
| 1964.  | Службени положај                              | Радман                         |
| 1965.  | Дани искушења                                 | Иван                           |
| 1965.  | Друга страна медаље                           |                                |
| 1965.  | Три                                           |                                |
| 1966.  | До победе и даље                              | Кремлев                        |
| 1966.  | Где је Авељ, брат твој                        |                                |
| 1966.  | Сретни умиру двапут                           | Мајор                          |
| 1967.  | Кораци кроз магле                             | Капетан Андерс                 |
| 1967.  | Оптимистичка трагедија                        |                                |
| 1967.  | Регинин сат (ТВ)                              |                                |
| 1967.  | Немирни                                       | инспектор                      |
| 1967.  | Црне птице                                    | Инжењер Роберт                 |
| 1968.  | Брат доктора Хомера                           | доктор Хомер                   |
| 1968.  | Апокалипса                                    |                                |
| 1969.  | Крв                                           |                                |
| 1969.  | Кад сам био војник                            |                                |
| 1969.  | Осека                                         |                                |
| 1970-е |                                               |                                |
| 1971.  | Црно семе                                     | мајор                          |
| 1971.  | Клопка за генерала                            | агент                          |
| 1972.  | Паљење Рајхстага                              |                                |
| 1971.  | Нирнбершки епилог                             | Ханс Франк, оптужени           |
| 1972.  | Човек који је бацио атомску бомбу на Хирошиму |                                |
| 1972.  | Розенбергови не смеју да умру                 | Адвокат Јулиусов               |
| 1972.  | Изданци из опаљеног грма                      | Српски официр                  |
| 1972.  | Заслуге                                       |                                |
| 1972.  | Валтер брани Сарајево                         | Иван                           |
| 1972.  | Мајстор и Маргарита                           | Берлоиз (глас)                 |
| 1973.  | Самртно пролеће                               |                                |
| 1973.  | Сан доктора Мишића                            | Радичевић                      |
| 1973.  | Опасни сусрети                                |                                |
| 1974.  | Легенда о Карасу (ТВ)                         |                                |
| 1974.  | СБ затвара круг                               | Дејан                          |
| 1974.  | Валтер брани Сарајево (ТВ серија)             | Иван                           |
| 1974.  | Отписани                                      | доктор Борић                   |
| 1974.  | Дервиш и смрт                                 | Ахмед Нурудин                  |
| 1974.  | Отписани                                      | доктор Борић                   |
| 1975.  | Андерсонвил — Логор смрти                     | Отис Бакер, бранилац оптуженог |
| 1975.  | Црвена земља                                  | мајор Ото Деш                  |
| 1975.  | Доље с оружјем                                | Бранилац                       |
| 1975.  | Синови                                        | Четник                         |
| 1976.  | Процес Ђордану Бруну                          | Кардинал Роберто Белармино     |
| 1976.  | Вагон ли                                      | Верин муж                      |
| 1976.  | Врхови Зеленгоре                              | Немачки мајор                  |
| 1977.  | Салајко (ТВ серија)                           |                                |
| 1978.  | Двобој за јужну пругу                         | мајор Кениг                    |
| 1979.  | Мост                                          |                                |
| 1980-е |                                               |                                |
| 1980.  | Трансфер                                      | Стари                          |
| 1980.  | Снови, живот, смрт Филипа Филиповића          |                                |
| 1980.  | Слом                                          | др Данило Грегорић             |
| 1981.  | Нека друга жена                               | др Симић                       |
| 1981.  | Војници                                       | Мајор                          |
| 1982.  | Дечак је ишао за сунцем                       |                                |
| 1982.  | Приче из радионице                            | доктор                         |
| 1983.  | Набујала река                                 |                                |
| 1984.  | Војници                                       |                                |
| 1986.  | Одлазак ратника, повратак маршала             | Харалд Турнер                  |